# Передовик (Вологодская область)
Передовик — местечко в Белозерском районе Вологодской области.
Входит в состав городского поселения Город Белозерск, с точки зрения административно-территориального деления — в Куностьский сельсовет.
Население по данным переписи 2002 года — 30 человек (15 мужчин, 15 женщин). Основные национальности — русские (70 %), цыгане (30 %).